# 睡眠障碍
睡眠障碍或睡眠病是一种个人睡眠模式的医学障碍。有些睡眠障碍严重到足以干扰正常的身体、心理、社交和情感功能。睡眠障碍很常见，会对患者的健康和生活质量产生严重后果。 多导睡眠图和体动记录仪是诊断睡眠障碍的常用测试。
睡眠障碍大致分为睡眠障碍、异态睡眠、涉及睡眠时间的昼夜节律睡眠障碍以及其他疾病，包括由医疗或心理状况引起的疾病。当一个人在没有明显原因的情况下难以入睡和/或保持睡眠状态时，称为失眠 ，是最常见的睡眠障碍。 其他包括睡眠呼吸暂停、发作性睡病和嗜睡症（在不适当的时间过度嗜睡）、昏睡病（由于感染导致睡眠周期中断）、梦游和夜惊。
睡眠中断可能是由多种问题引起的，包括磨牙（磨牙症）和夜惊。对继发于精神、医疗或药物滥用障碍的睡眠障碍的管理应侧重于潜在的病症。 

## 睡眠障碍列表
有许多睡眠障碍。以下列表包括其中一些：
- 磨牙症，睡觉时不自觉地磨牙或咬紧牙齿
- 紧张症，夜间长时间呼气时发出呻吟声
- 睡眠时相延迟障碍（DSPD），无法在社会可接受的时间醒来和入睡，但睡眠维持没有问题，是一种昼夜节律紊乱。其他此类疾病包括晚期睡眠时相障碍(ASPD)、视力正常者或盲人的非 24 小时睡眠-觉醒障碍(non-24) 以及不规则睡眠觉醒节律，这些都比 DSPD 少见，以及情境轮班工作睡眠障碍。 [5]
- 致命的家族性失眠症，一种极其罕见且普遍致命的朊病毒病，会导致睡眠完全停止。
- 呼吸不足综合征，睡眠时呼吸异常浅或呼吸频率减慢
- 特发性嗜睡症是长时间睡眠的主要神经系统原因，与发作性睡病有许多相似之处[6]
- 失眠障碍（原发性失眠），在没有发现这些症状的其他原因的情况下长期难以入睡和/或维持睡眠。失眠也可能与其他疾病共存或继发。
- 克莱恩-莱文综合征，一种罕见疾病，其特征是持续性发作性嗜睡和认知或情绪变化[7]
- 发作性睡病，其特征是白天过度嗜睡(EDS) 和所谓的“睡眠发作”，即相对突然发生的、不可抗拒的睡眠冲动，这可能会干扰职业和社会承诺。大约 70% 的发作性睡病患者还患有猝倒症，即运动肌肉突然无力，可导致倒在地板上但仍保持完全清醒的意识。 [8]
- 夜惊， Pavor nocturnus ，睡眠恐怖症，从睡眠中突然醒来，行为与恐怖一致[9]
- 夜尿症，夜间频繁起床和小便。它与遗尿症或尿床不同，在遗尿症中，人没有从睡眠中醒来，但膀胱仍然排空。 [10]
- 异态睡眠，与睡眠相关的破坏性事件，涉及睡眠期间的不当行为，例如梦游、夜惊和紧张症。
- 睡眠中周期性肢体运动(PLMS)，睡眠期间手臂和/或腿部突然不自主运动。在没有其他睡眠障碍的情况下，PLMS 可能会导致睡眠中断并损害睡眠质量，从而导致周期性肢体运动障碍(PLMD)。
- 睡眠中的其他肢体运动，包括催眠性抽搐和夜间肌阵挛。
- 快速眼动睡眠行为障碍(RBD)，在快速眼动睡眠期间做出暴力或戏剧性的梦，有时会伤害床伴或自己（快速眼动睡眠障碍或 RSD） [11]
- 不宁腿综合症（RLS），一种不可抗拒的移动双腿的冲动。
- 轮班工作睡眠障碍（SWSD），一种情境性昼夜节律睡眠障碍。 （时差以前被列为一种情境性昼夜节律睡眠障碍，但它没有出现在DSM-5中，更多信息请参阅《精神疾病诊断与统计手册》）。
- 睡眠呼吸暂停，阻塞性睡眠呼吸暂停，睡眠时呼吸道阻塞，导致深度睡眠不足，常伴有打鼾。其他形式的睡眠呼吸暂停不太常见。 [12]阻塞性睡眠呼吸暂停 (OSA) 是一种由睡眠期间上呼吸道（喉咙后部）反复塌陷引起的疾病。出于睡眠研究的目的，上呼吸道完全塌陷至少十秒的发作称为呼吸暂停。 [13]
- 睡眠麻痹，其特征是在睡眠前或睡眠后不久身体出现暂时性麻痹。睡眠麻痹可能伴有幻视、幻听或幻触。除非严重，否则它不是一种疾病，通常被视为发作性睡病的一部分。
- 梦游或梦游症，在受试者没有意识的情况下进行通常与清醒相关的活动（例如吃饭或穿衣），其中可能包括行走。
- 睡眠恐惧症，睡眠不足的原因之一，害怕入睡或上床睡觉。这种疾病的症状包括在试图入睡之前和期间出现焦虑和惊恐发作。

## 新版本的睡眠障碍国际分类
- 睡眠障碍——以嗜睡或失眠为特征的一大类睡眠障碍。三个主要子类别包括内在的（即，来自体内的）、外在的（继发于环境条件或各种病理条件的）和昼夜节律紊乱。 [14]
  - 失眠：失眠可能是原发性的，也可能与另一种疾病共存或继发，例如情绪障碍（即情绪压力、焦虑、抑郁） [15]或潜在的健康状况（即哮喘、糖尿病、心脏病、怀孕）或神经系统疾病）。 [16]
  - 原发性嗜睡症：中枢或脑源性嗜睡症
    - 发作性睡病：一种慢性神经系统疾病（或睡眠障碍），由大脑无法控制睡眠和觉醒引起。 [17]
    - 特发性嗜睡症：一种类似于发作性睡病的慢性神经系统疾病，患者白天疲劳和睡眠增多。患有特发性嗜睡症的患者无法在日常活动中获得健康的睡眠量。这阻碍了患者良好表现的能力，并且患者必须在余生中应对这个问题。 [18]
    - 复发性嗜睡，包括克莱恩-莱文综合征
    - 创伤后嗜睡
    - 月经相关的睡眠过度

  - 睡眠呼吸障碍(SDB)，包括（非详尽）：
    - 睡眠呼吸暂停的几种类型
    - 打鼾
    - 上呼吸道阻力综合征

  - 不宁腿综合症
  - 周期性肢体运动障碍
- 昼夜节律睡眠障碍
  - 睡眠时相延迟障碍
  - 晚期睡眠时相障碍
  - 非24小时睡眠-觉醒障碍
- 异态睡眠——一类睡眠障碍，涉及与睡眠相关的异常和不自然的运动、行为、情绪、知觉和梦境。
  - 尿床或睡眠遗尿
  - 磨牙症（磨牙）
  - Catathrenia – 夜间呻吟
  - 爆炸头综合症——半夜醒来时听到巨大的噪音。
  - 睡惊（或 Pavor nocturnus）——特征是从深度睡眠中突然惊醒，伴有尖叫或哭泣，并伴有一些强烈恐惧的行为表现。 [19]
  - 快速眼动睡眠行为障碍
  - 梦游（或梦游症）
  - 梦话（或梦语）
  - 睡眠性行为（或睡眠性行为）
- 可能导致睡眠障碍的医疗或精神疾病
  - 22q11.2缺失综合征
  - 酗酒
  - 情绪障碍
    - 沮丧

  - 焦虑症
  - 噩梦症
  - 恐慌
  - 分离性身份障碍
  - 精神病（如精神分裂症）
- 昏睡病——一种可由采采蝇传播的寄生虫病。
- 时差反应障碍 _ 时差反应障碍是一种昼夜节律性睡眠障碍，是由于快速跨越多个时区而导致的。患有时差反应的人在到达目的地后可能会出现过度嗜睡、疲劳、失眠、烦躁和胃肠道紊乱等症状。这些症状的出现是由于与出发地点同步的身体昼夜节律与目的地所需的新睡眠/觉醒周期之间的不匹配。 [20] [21]

## 旧版本的睡眠障礙国际分类
根據1990年發表的睡眠障礙國際分類（ICSD）
，睡眠障礙可分為四大類
- 睡眠異常（Dyssomnia，也有時譯作睡眠障礙）：令患者不能入睡、或不能夠持續睡眠的異常狀況，如：失眠、發作性嗜睡病、睡眠呼吸暫停、下肢靜止不能症、夜間肌肉陣攣症、反覆性嗜睡症、創傷後睡眠過度、睡眠相位后移症候群、睡眠周期延迟症候群和非24小时睡醒周期障碍
- 異睡症（Parasomnias）：在睡眠時或睡眠與睡醒之間的半睡醒狀態異常。如：快速動眼睡眠行為障礙症、夜驚、夢遊症、磨牙、尿床、嬰兒猝死症、夢囈、睡眠性交和爆炸頭綜合症
- 與精神、神經及其他健康問題相關的睡眠障礙。如：睡眠相關的癲癇
- 其他睡眠異常，如：特发性嗜睡症、睡眠時間過短、打鼾（屬於病徵）、非洲昏睡病（由舌蠅引起）

## 睡眠障碍与阿尔茨海默病

### 睡眠障碍与阿尔茨海默病风险的潜在机制

#### 睡眠结构
阿尔茨海默病患者的睡眠障碍与睡眠结构变化有关，包括睡眠相位延迟，夜间醒来次数增加，慢波睡眠和快速眼动睡眠时间减少，并扰乱了第2阶段的睡眠。

#### 认知
睡眠障碍也与阿尔茨海默病患者的记忆力减退、功能障碍增加以及认知能力下降更快有关。

#### 睡眠剥夺
睡眠剥夺可能激活非特异性免疫参数并诱发低水平全身性炎症状态，影响突触重塑，或降低神经毒性代谢物的清除 。具体而言，睡眠剥夺可能会降低淀粉样蛋白清除率  或改变正常的淀粉样蛋白代谢 。

#### 中枢神经系统
睡眠对中枢神经系统(Central Nervous System, CNS)非常重要。人在一生中睡眠质量和结构一直在变化发生，而且该变化在健康老龄化期间程度加剧。睡眠与中枢神经系统疾病之间存在关联，尤其是与神经退行性疾病。阿尔茨海默病是最常见的与睡眠问题有关的神经退行性疾病。以前的许多研究表明，睡眠障碍是阿尔茨海默病的危险因素之一 。

### 睡眠障碍和阿尔茨海默病的关联
鉴于睡眠障碍和阿尔茨海默病之间可能存在的关联，已经在动物模型和人类中进行了旨在揭示潜在机制的研究。睡眠障碍可能与通过减少非快速动眼睡眠而发生阿尔茨海默病有关。用f-氟脱氧葡萄糖(F-fluorodeoxyglucose FDG-PET)研究了处于清醒状态和睡眠状态的个体，FDG-PET是大脑代谢活动的标志物。睡眠障碍者的大脑代谢活动在快速动眼睡眠和觉醒中相似，但在慢波睡眠期间大幅下降约40% 。从区域来看，睡眠障碍者的大脑活动的减少位于皮质下和皮质区域 。这种减少是由慢波睡眠期间发生在神经元上的超极化沉默状态引起的。突触活性与ISF中Aβ的释放有关，这可以通过小鼠中Aβ水平的波动在体外观察到的 。清醒状态的持续时间越长，Aβ浓度越大。此外，在急性睡眠剥夺实验中进一步增加。相反，Aβ水平的降低发生在睡眠期间特别是在慢波睡眠期间 。
研究发现，剥夺一个晚上的睡眠时间会导致海马，海马旁和丘脑区域的Aβ水平升高。由电子发射型计算机断层显像量化，慢波睡眠的中断导致脑脊液Aβ水平升高 。在阿尔茨海默病的果蝇模型中，剥夺慢性睡眠会导致更高的Aβ积累 。在健康人群中，影像学研究显示，自我报告中睡眠持续时间较短或睡眠质量差与大脑中较高的Aβ负荷(ABB)之间存在关联 。ABB是阿尔茨海默病的危险因素。因为ABB的增加也可能导致睡眠障碍，所以睡眠持续时间较短或睡眠质量差与大脑中较高的ABB之间的关联被认为是双向的  。值得注意的是，大脑中ABB的增加与脑功能的损害有关。某些形式的Aβ的积累与大脑中深刻的神经元变化有关，并可能诱发这种变化。神经元以外的细胞，包括小胶质细胞，星形胶质细胞以及脑血管的内皮和平滑肌细胞，也可以通过过量的Aβ水平在功能和结构上改变 。因此，防止大脑中Aβ积累的方式可以促进大脑健康衰老，并有助于预防阿尔茨海默病。在这方面，越来越多的证据表明，睡眠障碍可能导致阿尔茨海默病的部分原因就是促进大脑中Aβ的积累。
总而言之，随着Aβ积累的增加而增加的脑活动增加，以及随着Aβ清除率的降低而降低的淋巴交换功能减少导致睡眠状态紊乱，这两个潜在后果都会导致ISF中可溶性Aβ的浓度增加，这与淀粉样蛋白沉积有关。默认模式网络(default mode network, DMN)，包括前楔块，外侧顶叶和内侧前额叶脑区域，在休息状态下更为活跃，并且是神经元活动水平最高的大脑网络 。毫不奇怪，默认模式网络(default mode network, DMN)，也是在阿尔茨海默病早期进展期间最容易积累Aβ的大脑区域 [22]。